# Яна Чернохова
Яна Чернохова (на чешки: Jana Černochová) е чешка политичка от „Гражданската демократична партия“. Тя е министърка на отбраната на Чехия в правителството на Петър Фиала (от декември 2021 г.), депутатка в парламента на Чехия (юни 2010 – август 2013, и от октомври 2013 г.), кметица на район „Прага 2“ (2006 – 2010, 2012 – 2021). Владее английски, полски и руски език.

## Биография
Родена е на 26 октомври 1973 г. в Прага, Чехословакия. През 1992 г. завършва средното си образование, след което работи в банка. През 1996 г. тя завършва курс по банково дело и парична икономика във Факултета по финанси и счетоводство на Пражкия икономически университет. През 2009 г. получава бакалавърска степен от Университета по приложно право. През 2011 г. получава магистърска степен по международни отношения от Метрополитен университет в Прага.

## Политическа дейност
През 1997 г. тя става член на Гражданската демократическа партия. През 1998 г. е избрана в Градския съвет на район „Прага 2“. До 2006 г. работи като заместник-кмет, а от 2006 до 2010 г. е кмет.
На изборите през 2010 г. тя е избрана в Камарата на депутатите на парламента на Чехия. През август 2012 г., след назначаването на нейния съпруг Мартин Червичек за началник на полицията на Чехия, тя подава оставка от Комисията по сигурността на Камарата на депутатите, която преди това оглавява.
На изборите през 2013 г. е преизбрана в Камарата на депутатите. През ноември 2013 г. е избрана за първи заместник-председател на парламентарната група на Гражданската демократическа партия.
На местните избори през 2014 г. е преизбрана за кмет на район „Прага 2“. На парламентарните избори в Чехия през 2017 г. води листата на Гражданската демократическа партия в Прага. Получава 12 426 преференции и е преизбрана за депутат.
На местните избори през 2018 г. тя отново се кандидатира за кмет на район „Прага 2“. През ноември 2018 г. е избрана за четвърти път за кмет на район „Прага 2“. През декември 2021 г. напуска кметския пост, тъй като става министър на отбраната на Чехия.
На парламентарните избори в Чехия през 2021 г. тя получава над 35 500 гласа и е преизбрана за депутат в парламента.
През ноември 2021 г. е кандидат на Гражданската демократическа партия за поста министър на отбраната на Чехия в новоизграждащото се правителство на Петър Фиала, като част от коалициите „Заедно“ и „Пирати и старейшини“. В средата на декември 2021 г. чешкият президент Милош Земан я назначава на тази позиция в замъка Лански.